# Hypsicorypha gracilis
Hypsicorypha gracilis es una especie de insecto mantodeo de la familia Empusidae. Comúnmente se la considera la reina del camuflaje, ya que su morfología y colores le permiten mimetizarse perfectamente con las ramas y espigas entre las que vive.

## Descripción
Hypsicorypha gracilis es una mantis grande, delgada, en su mayoría de color pajizo aunque también aparecen de color grisáceo o marrón. Las hembras alcanzan una longitud corporal de 7 a 8 cm, mientas que los machos son algo más pequeños, de 5.5 a 6.5 cm de largo en su etapa adulta. Los machos poseen unas antenas características en forma de peine, mientras que las de las hembras son filiformes. La cabeza es pequeña y triangular, con una larga protuberancia cónica dividida en el ápice. El pronoto es varias veces más largo que ancho. Los fémures posteriores no tienen lóbulos. Los fémures anteriores tienen espinas largas separadas por 3 o 4 espinas cortas. Esta especie tiene las alas bien desarrolladas por lo que presenta una buena capacidad de vuelo.

## Ecología y hábitat
H. gracilis habita zonas séricas, prado de matorral o hierbas secas, a no más de 50 cm del suelo. Camuflada depreda artrópodos de los que se alimenta. Las ninfas parecen desarrollarse en los meses de invierno y los adultos aparecen en primavera. Se cree que poseen hábitos nocturnos y que se ven atraídos por la luz.

## Distribución geográfica
Hypsicorypha gracilis es una especie muy extendida que se ha registrado en casi todo el norte de África, pero se ha demostrado recientemente que muchos registros históricos se basaron en identificaciones erróneas, esto sugiere que la distribución real de esta especie podría ser menor o incluso estar severamente fragmentado. Hypsicorypha gracilis no es una especie común, pero en algunos lugares se ha registrado como localmente abundante como en la mitad septentrional de África, en la península arábiga y las islas Canarias (España).